# Elsevier (uitgeverij)

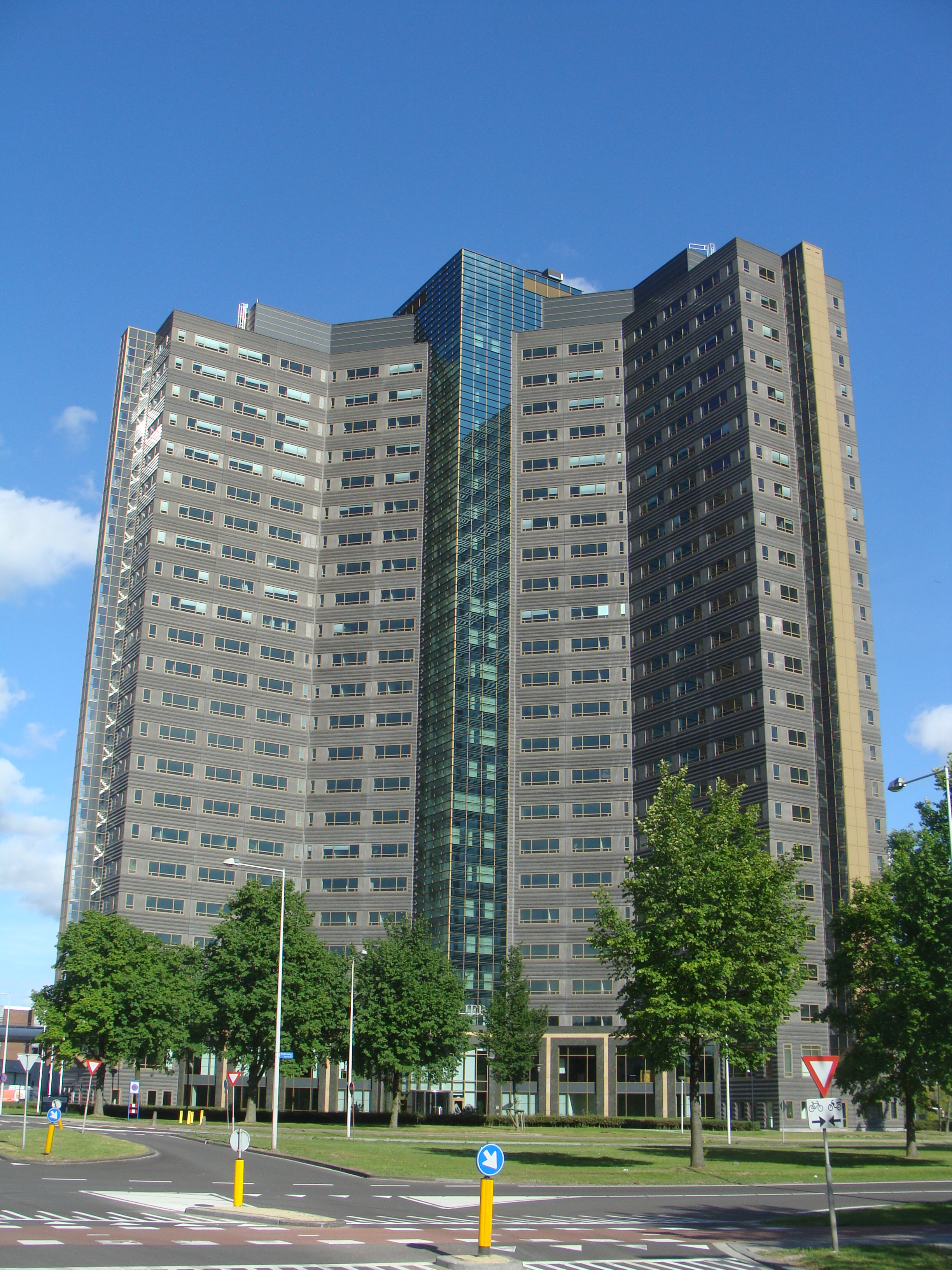
De Millennium Tower, hoofdkantoor van RELX in Amsterdam

Elsevier (voorheen Elsevier Science) is een van de grootste uitgevers van wetenschappelijke literatuur. Het bedrijf is in 1880 opgericht als Uitgevers-Maatschappij "Elsevier", die vooral literatuur en populair-wetenschappelijke boeken uitgaf. Ook publiceerde ze Elsevier's Geïllustreerd Maandschrift (1891-1940) en vanaf 1945 Elsevier Weekblad. Met de verdiensten van dit tijdschrift bouwde ze haar bescheiden wetenschappelijke uitgeverij in de jaren veertig en vijftig verder uit.
In 1993 fuseerde de uitgeverij met de Britse uitgever Reed, waardoor de uitgeefgigant Reed Elsevier ontstond, dat vanaf 2015 RELX ging heten. RELX heeft 35.000 medewerkers verspreid over ongeveer 100 locaties.
Elsevier publiceert meer dan 20.000 producten en diensten, zowel op papier als digitaal, waaronder wetenschappelijke tijdschriften, boeken, databases en portalen. Volgens het RELX jaarverslag publiceerde Elsevier in 2022 jaarlijks meer dan 600.000 artikelen in meer dan 2800 tijdschriften.

## Naam en logo
Hoewel de naam Elsevier en het gebruikte logo (man met boom) afkomstig zijn van een invloedrijk geslacht (Elsevier) van uitgevers, drukkers en boekhandelaren in de zestiende, zeventiende en achttiende eeuw, is er geen enkele directe connectie met de oorspronkelijke uitgeverij of familie Elsevier. De firma laat zich wel op die connectie voorstaan, gezien de aandacht op haar website voor deze veel oudere uitgeverij met dezelfde naam.

## Geschiedenis

### Eerste decennia
Elsevier werd opgericht als Uitgevers-Maatschappij Elsevier in 1880 door vijf firmanten, onder wie: G.L. Funke en Jacobus George Robbers, die directeur werd. Robbers noemde het bedrijf naar het Zuid-Nederlandse uitgeversgeslacht Elzevier, dat rond 1587 onder meer werk van Erasmus had uitgegeven. Elsevier begon in Rotterdam maar verhuisde in 1887 naar Amsterdam.
In 1881 gaf Elsevier de vijfde druk of de "tweede door den auteur herziene druk" uit van de Max Havelaar van Multatuli. Daarbij had deze uitgeverij van nog veel meer Multatuli-uitgaven de rechten overgenomen van G.L. Funke. Drie jaar later, in 1884, gaf Elsevier de tweede druk van de Winkler Prins Encyclopedie uit en zou vanaf toen ook alle andere Winkler Prins-edities uitgeven. Tot 1940 bleef Elsevier een kleine familie-uitgeverij, met niet meer dan 10 werknemers.
Na de Tweede Wereldoorlog werd ze steeds groter. In 1945 lanceerde de uitgeverij Elseviers Weekblad, een voortzetting van Elsevier's Geïllustreerd Maandschrift, dat verscheen van het jaar 1890 tot 1940 toen de Duitse bezetting verdere publicatie onmogelijk maakte.
Elseviers Weekblad was onmiddellijk een succes, waarmee de uitgeverij veel geld verdiende. Dit werd aangewend om de activiteiten sterk uit te breiden. Aangezien door de oorlog het Duits als wetenschappelijke taal was ingehaald door het Engels, groeide Elsevier mede door haar expertise in het uitgeven van Engelstalige wetenschappelijke publicaties, aanvankelijk vooral op het gebied van de scheikunde en toepassingen daarvan.

### Vanaf jaren zestig 20ste eeuw
In de jaren zestig opende Elsevier kantoren in Londen en New York. In 1970 werd de North-Holland Publishing Company, in de jaren dertig opgericht ten behoeve van de Hollandsche Maatschappij der Wetenschappen en vooral actief in de wiskunde en natuurkunde, door Elsevier (dat juist nog geen sterke positie had in die vakgebieden) overgenomen. North-Holland bleef echter als imprint bestaan.
Excerpta Medica was de onderneming van een zakelijk ingestelde chirurg, Pierre Vinken, die graag wetenschappelijke tijdschriften in zijn vakgebied uitgaf, mede vanwege de hoge winstmarge. Het groeide uit tot een behoorlijke onderneming, die hij in 1972 aan Elsevier verkocht, wat Vinken tevens een plaats in de raad van bestuur opleverde. Vanwege de hoge rendementen en de succesformule werd hij in 1979 voorzitter van de raad van bestuur van Uitgeverij Elsevier en bouwde de formule (kleine en dure oplagen op een specifiek vakgebied, die men moet kopen om bij te blijven) verder uit.

### Vanaf jaren negentig van de 20ste eeuw
In 1991 werden Pergamon Press van Robert Maxwell en het gerenommeerd medisch wetenschappelijk tijdschrift The Lancet door Elsevier overgenomen. In 1993 fuseerde Elsevier met Reed en is het nog steeds onderdeel van de succesvolle globale uitgeverij Reed Elsevier (vanaf 2015: RELX).
De uitgeverij begon zich steeds meer te concentreren op wetenschappelijke uitgaven, maar behield tijdelijk naast Elsevier Weekblad nog een reeks vaktijdschriften. Beiden werden in de eerste twee decennia van de 21ste eeuw ook van de hand gedaan waardoor Elsevier inmiddels nog louter wetenschappelijke publicaties uitgeeft.

## Activiteiten

### Producten en diensten
Producten en diensten omvatten elektronische en gedrukte versies van tijdschriften, studieboeken en naslagwerken en bestrijken de gezondheids-, levens-, natuur- en sociale wetenschappen.
ScienceDirect is Elsevier's platform voor online elektronische toegang tot haar tijdschriften en meer dan 40.000 e-books, naslagwerken, boekenseries en handboeken. De artikelen zijn gegroepeerd in vier hoofdsecties: Natuur- en ingenieurswetenschappen, Levenswetenschappen, Gezondheidswetenschappen en Sociale en geesteswetenschappen. Voor de meeste artikelen op de website zijn samenvattingen gratis beschikbaar; voor toegang tot de volledige tekst van het artikel is vaak een abonnement of een pay-per-view aankoop nodig.
In 2019 publiceerde Elsevier 49.000 gratis open access artikelen en 370 full open access tijdschriften. Bovendien verkochten 1900 van haar tijdschriften hybride open access opties.

### Bedrijfsstatistieken
In 2018 dienden onderzoekers meer dan 1,8 miljoen onderzoekspapers in bij Elsevier. Meer dan 20.000 redacteuren beheerden het validatieproces en selectie van deze papers, wat resulteerde in de publicatie van meer dan 470.000 artikelen in meer dan 2500 tijdschriften.
In 2019 hebben onderzoekers meer dan twee miljoen onderzoekspapers ingediend bij Elsevier. Meer dan 22.000 redacteuren beheerden het validatieproces en de selectie van deze papers, wat resulteerde in de publicatie van ongeveer 500.000 artikelen in meer dan 2500 tijdschriften.
In 2019 was Elsevier goed voor 34% van de totale inkomsten van RELX (£ 2,6 miljard van £ 7,9 miljard). In aangepaste bedrijfswinsten vertegenwoordigde het 39% (£ 1,0 miljard van £ 2,5 miljard). De aangepaste bedrijfswinst (met constante valuta) steeg van 2018 tot 2019 met 2%.
In 2020 was Elsevier de grootste academische uitgever, met ongeveer 16% van de academische uitgeversmarkt en meer dan 3000 tijdschriften. Een voorbeeld is Journal of Biomechanics.

## Archief
Het archief is in 1989, 2014 en 2017 overgebracht naar het Stadsarchief Amsterdam. Het bestaat uit circa 100 strekkende meters en de inventarislijst telt 3100 nummers.